# گود اسمایل
گود اسمایل (انگلیسی: Good Smile) (به ژاپنی: 株式会社グッドスマイルカンパニー, Kabushiki-gaisha Guddo-sumairu-kanpanī) یا به طور خلاصه GSC، شرکت اسباب‌بازی ژاپنی است، که در سال ۲۰۰۱ تأسیس شد.